# Gugnécourt
Gugnécourt ([ɡyɲeˈkuʁ] ) ist eine französische Gemeinde mit 228 Einwohnern (Stand: 1. Januar 2022) im Département Vosges in der Region Grand Est (bis 2015 Lothringen). Sie gehört zum Arrondissement Saint-Dié-des-Vosges (bis 2024 Épinal) und ist Mitglied im Gemeindeverband Communauté de communes Bruyères-Vallons des Vosges. Die Bewohner werden Gugnécourtois und Gugnécourtoises genannt.

## Geografie

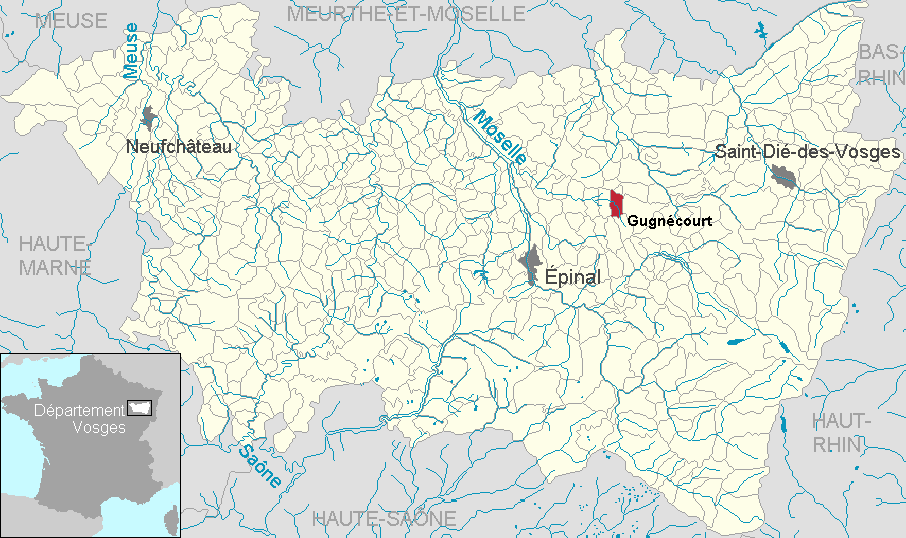
Lage der Gemeinde Gugnécourt im Département Vosges

Die Gemeinde Gugnécourt liegt am Rand der Vogesen, 15 Kilometer nordöstlich von Épinal. Durch das Gemeindegebiet fließt der Durbion, ein rechter Nebenfluss der Mosel. Nachbargemeinden von Gugnécourt sind Destord und Nonzeville im Norden, Pierrepont-sur-l’Arentèle im Nordosten, Grandvillers im Osten, Viménil im Süden, Méménil im Südwesten (Berührungspunkt) sowie Girecourt-sur-Durbion im Westen.

## Geschichte
Gugnécourt bildete mit der heutigen Nachbargemeinde Viménil einen Bann der Vogtei Bruyères. Die Pfarrei Gugnécourt unterstand dem Abt des Klosters in Moyenmoutier.

### Bevölkerungsentwicklung
| Jahr      | 1962 | 1968 | 1975 | 1982 | 1990 | 1999 | 2006 | 2012 | 2021 |
| Einwohner | 166  | 153  | 137  | 130  | 139  | 145  | 185  | 215  | 234  |

Im Jahr 1861 wurde mit 325 Bewohnern die bisher höchste Einwohnerzahl ermittelt. Die Zahlen basieren auf den Daten von cassini.ehess und INSEE.

## Sehenswürdigkeiten
- Kirche Mariä Himmelfahrt mit der Skulptur „Erziehung der Jungfrau Maria“ aus dem 17. Jahrhundert, die als Monument historique klassifiziert ist

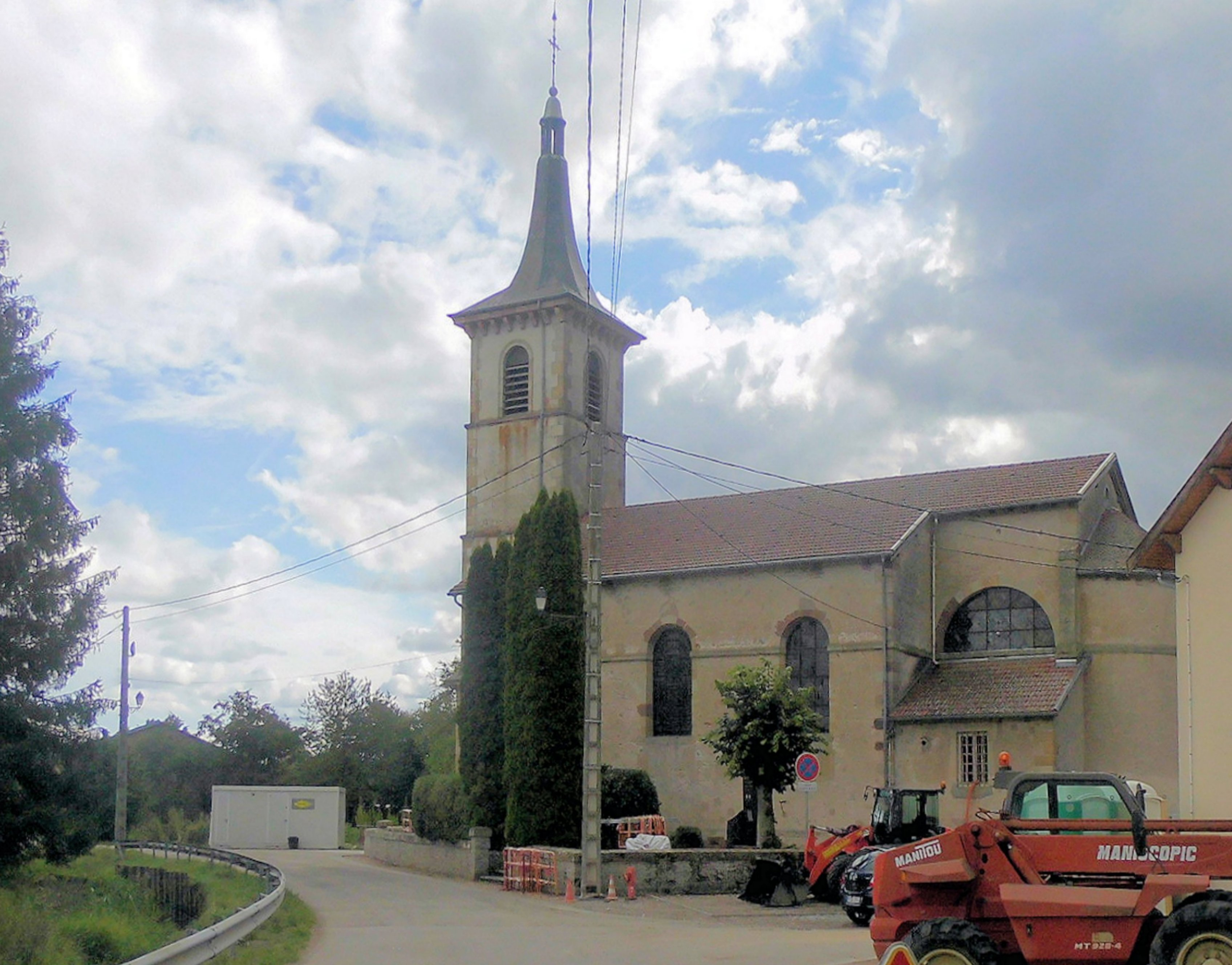
Kirche Mariä Himmelfahrt
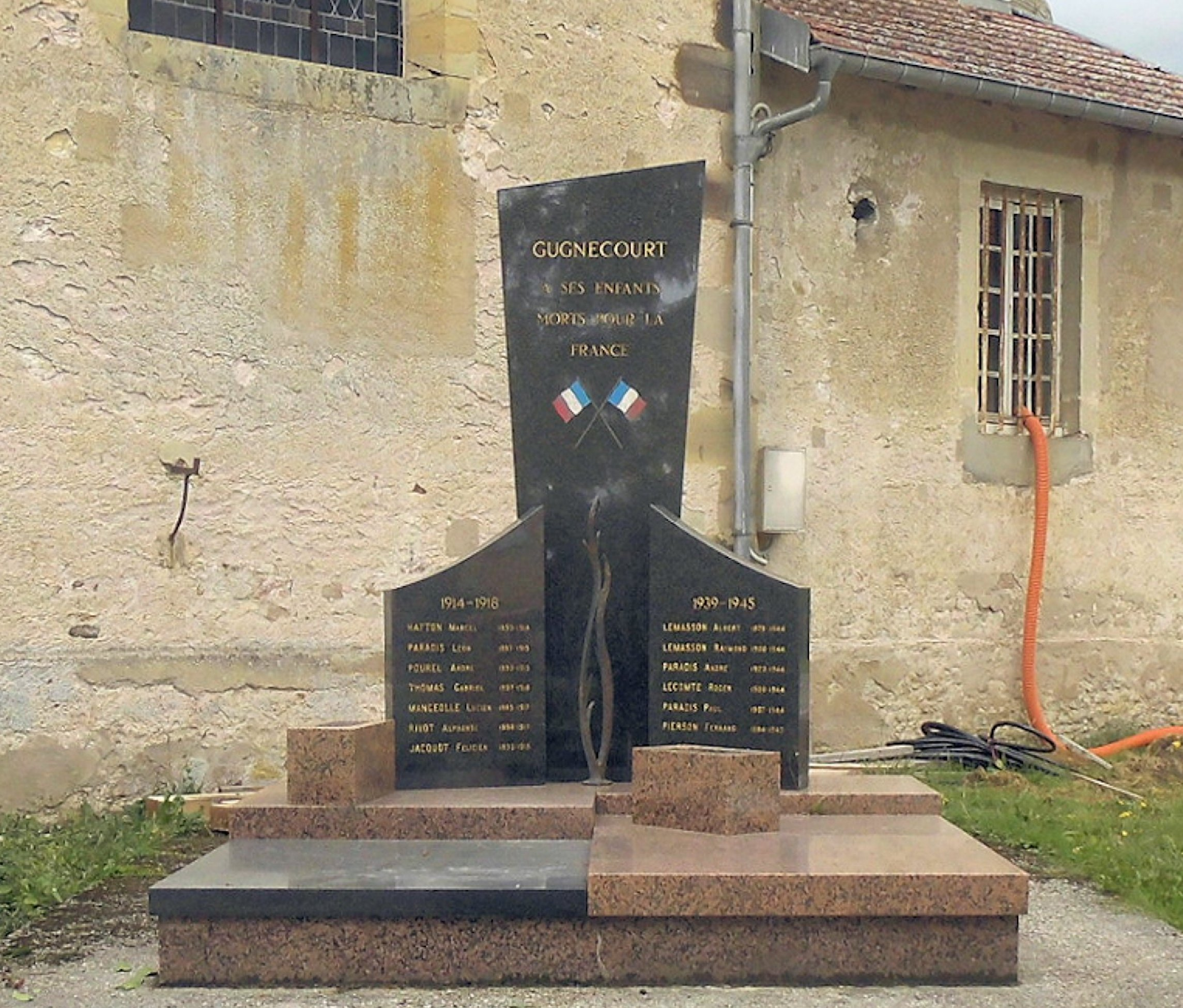
Gefallenendenkmal

## Wirtschaft und Infrastruktur
In der Gemeinde sind vier Landwirtschaftsbetriebe ansässig (Getreideanbau, Milchwirtschaft, Geflügelzucht).
Durch die Gemeinde Gugnécourt führt die Fernstraße D 420 von Épinal nach Saint-Dié-des-Vosges. Der fünf Kilometer von Gugnécourt entfernte Bahnhof in Bruyères liegt an der Bahnstrecke Arches–Saint-Dié.

## Belege
1. ↑   Gugnécourt auf vosges-archives.com (Memento des Originals vom 15. April 2014 im Internet Archive)  Info: Der Archivlink wurde automatisch eingesetzt und noch nicht geprüft. Bitte prüfe Original- und Archivlink gemäß Anleitung und entferne dann diesen Hinweis. (PDF-Datei, französisch; 105 kB) – nicht mehr abrufbar
2. ↑  Gugnécourt auf cassini.ehess
3. ↑  Gugnécourt auf INSEE
4. ↑  Landwirtschaftsbetriebe auf annuaire-mairie.fr (französisch)